# Парламент на Ирландия
Ирландският парламент е законодателен орган, съществувал в Дъблин от 1297 до 1800 г.
Бил е 2- или 3-камерен през различни периоди.
Парламентът на Ирландия (на ирл. „Parlaimint na hÉireann“) е бил двукамарен орган, състоящ се от Камара на лордовете и Камара на общините, който функционира от 1297 до 31 декември 1800 г. Първото заседание на парламента се състояло в Дъблин през 1297 г., когато от всеки шериф и „liberty“ били избирани по двама рицари, които имали пълни правомощия да обвързват своите общности с приетите закони. В периода до XVII век парламентът рядко заседавал — например при владетелите от династията Тюдор само 14 парламента били свикани за 116 години, три от които били с много кратък престой.

Макар парламентарното управление да се е простирало пет века, неговата власт често била ограничавана — особено след Пойннингския закон (1495), според който всички актове трябвало да получат предварително одобрение от Ирландския и Английския таен съвет.  Парламентът бил ръководен от британската администрация в Дъблин, а католици били дисквалифицирани като членове и гласоподаватели от 1691 до Римокатолическия рефайл (Catholic Relief Act) през 1793 г. Постепенно, с реформи през 1782 г., законодателната независимост била увеличена, до окончателното сливане с британския парламент чрез Закона за съюз от 1800 г., който влиза в сила на 1 януари 1801 г.
1. ↑  The Constitutional and Parliamentary History of Ireland till the Union
2. ↑  RTE. Senators mark 750th anniversary of 'first Irish parliament'